# Wachsamkeitsbrunnen

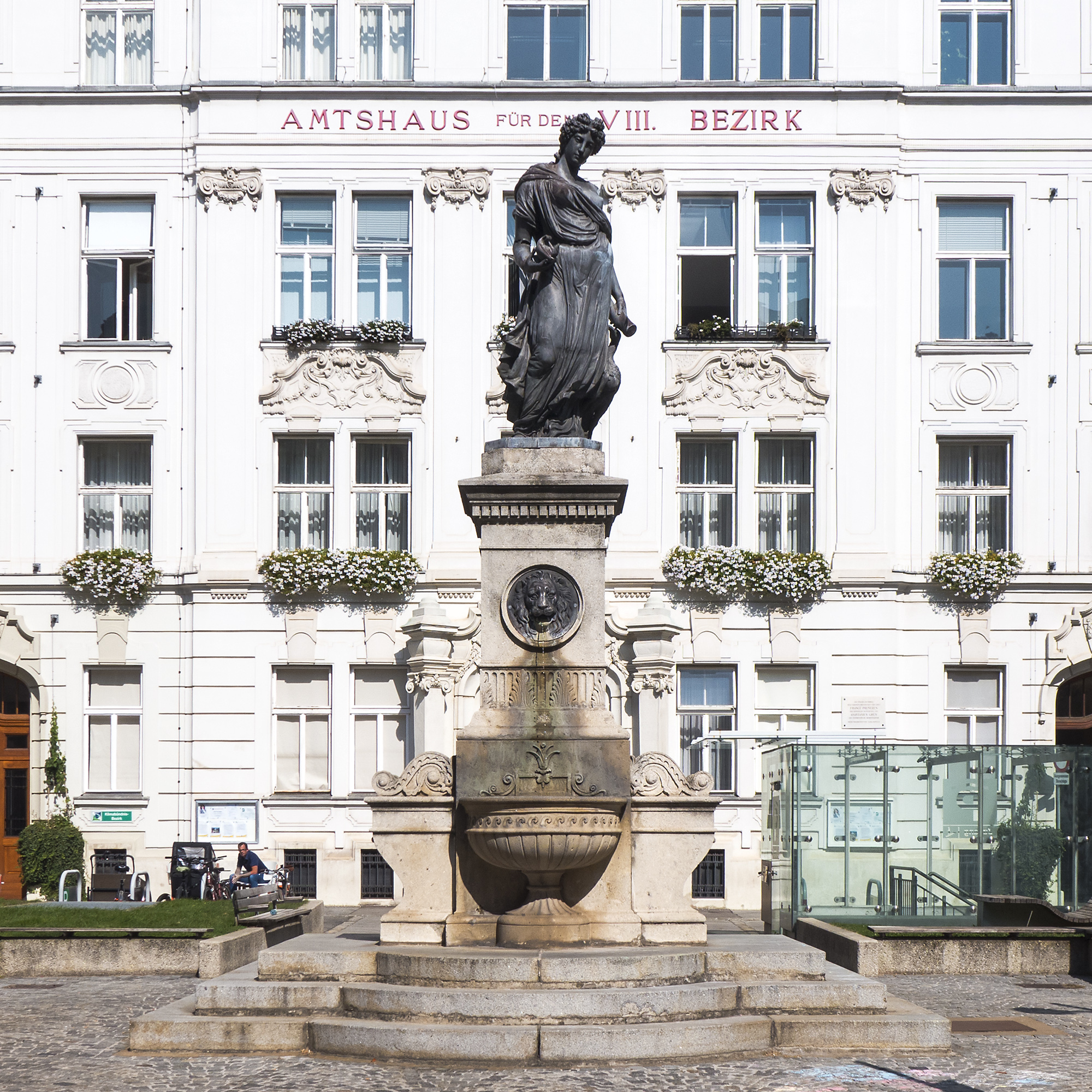
Der Wachsamkeitsbrunnen am Schlesingerplatz

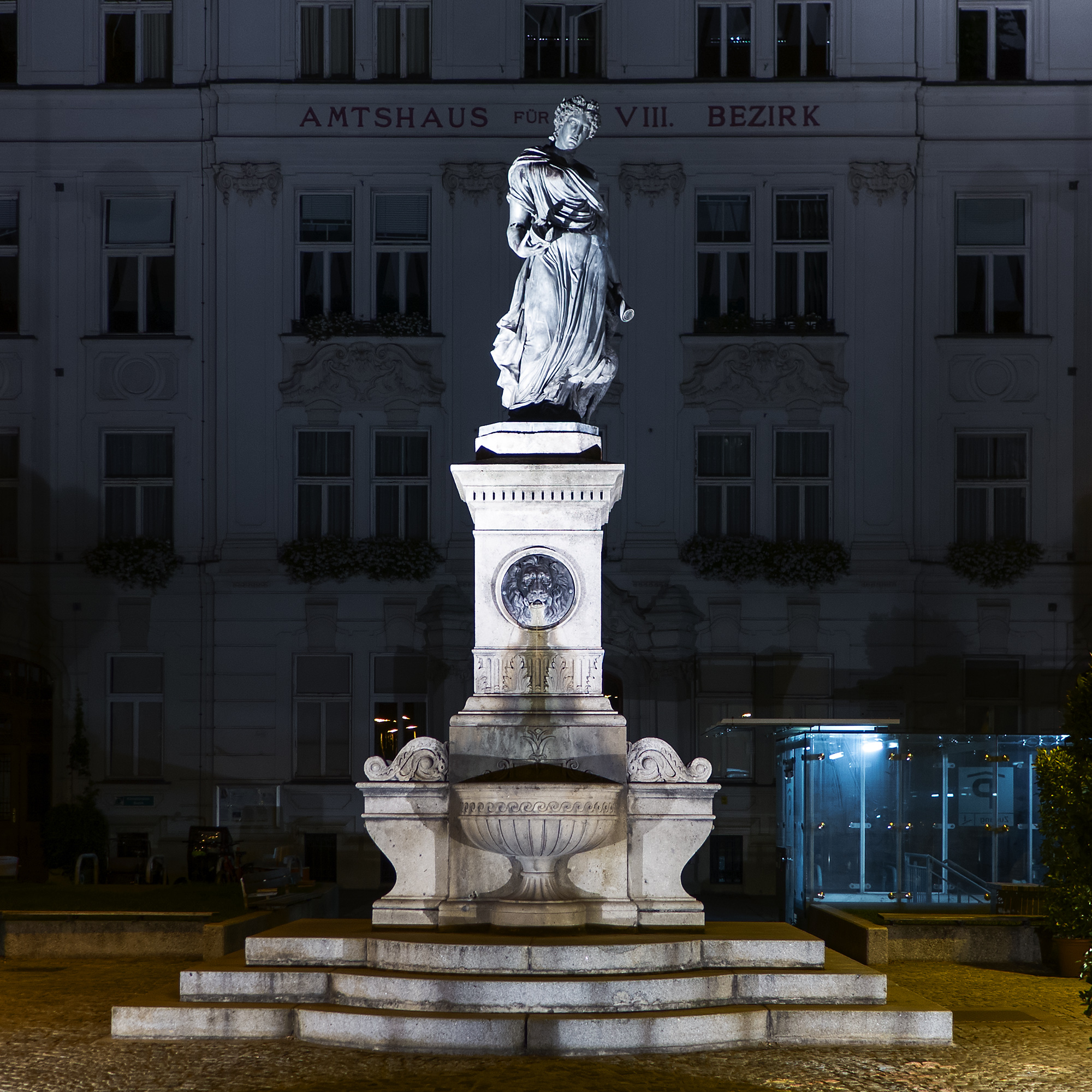
Der Brunnen bei Nacht

Der Wachsamkeitsbrunnen ist ein denkmalgeschützter Brunnen (Listeneintrag) auf dem Schlesingerplatz im 8. Wiener Gemeindebezirk Josefstadt.

## Geschichte
Der Wachsamkeitsbrunnen mit dem ursprünglichen Standort Alser Straße / Skodagasse wurde 1779 auf Kosten der niederösterreichischen Landesregierung von Johann Martin Fischer errichtet. Im Jahr 1937 wurde der Brunnen auf den Schlesingerplatz vor das dortige Bezirksamt für den 8. Bezirk übersiedelt.
Seit dem Jahr 2004 wird der Wachsamkeitsbrunnen besonders attraktiv beleuchtet.

## Darstellung
Eine metallene Frauenfigur als Göttin der Wachsamkeit (Kluge Jungfrau ?) mit einer Öllampe als Symbol für die Wachsamkeit in der rechten und einer Schriftrolle in der linken Hand sowie einem Kranich als Symbol für die Fürsorge zu ihren Füßen auf einem freistehenden Steinpfeiler mit Löwenköpfen als Wasserspeiern und zwei halbkreisförmigen Brunnenschalen an der Vorder- und Rückseite  stellt die Wachsamkeit dar.